# Phillip Griffiths
Phillip Augustus Griffiths (ur. 18 października 1938 w Raleigh) – amerykański matematyk, laureat Nagrody Wolfa w dziedzinie matematyki z 2008 roku i Medalu Cherna z 2014 roku. Specjalizuje się w geometrii różniczkowej i geometrii algebraicznej.

## Życiorys
Urodził się 18 października 1938 roku w Raleigh. Studia ukończył w 1959 roku w Wake Forest College. Doktorat uzyskał w 1962 roku na Uniwersytecie Princeton (promotorem jego rozprawy zatytułowanej On Certain Homogeneous Complex Manifolds był Donald C. Spencer).
Po doktoracie Griffiths związał się z Uniwersytetem Kalifornijskim w Berkeley, gdzie pracował do 1967 roku. W latach 1967-1972 był zatrudniony na Uniwersytecie Princeton, skąd przeniósł się na Uniwersytet Harvarda. W 1983 roku został profesorem matematyki na Duke University. Po spędzeniu tam dziewięciu lat Griffiths został dyrektorem Institute for Advanced Study. Funkcję tę pełnił do końca 2003 roku, w 2004 przenosząc się na stanowisko profesora. W roku 2009 przeszedł na emeryturę i odtąd jest emerytowanym profesorem Institute for Advanced Study.
Wypromował 37 doktorów, wśród nich byli m.in. Herbert Clemens, Mark Lee Green, David R. Morrison, Wilfried Schmid i Andrew J. Sommese.

## Publikacje i osiągnięcia
Autor ok. 160 artykułów i książek (m.in. napisanej wspólnie ze swoim uczniem Josephem Harrisem często cytowanej Principles of algebraic geometry). Swoje prace publikował m.in. w „Duke Mathematical Journal”, „American Journal of Mathematics”, „Compositio Mathematica”, „Mathematische Annalen”, „Journal of Differential Geometry” oraz najbardziej prestiżowych czasopismach matematycznych świata: „Annals of Mathematics”, „Journal of the American Mathematical Society", „Inventiones Mathematicae” i „Acta Mathematica”.
w 1961 roku poznał wybitnego matematyka chińskiego Shiing-shen Cherna, z którym utrzymywał przez ponad 40 lat kontakty naukowe i osobiste.
Nagrodę Wolfa otrzymał za prace nad wariacjami struktur Hodge'a i teorią okresów całek abelowych oraz za wkład w zespoloną geometrię różniczkową, a Medal Cherna za przełomowy i rewolucyjny rozwój metod transcendentalnych w geometrii zespolonej, w szczególności z zakresu teorii Hodge'a i okresów rozmaitości algebraicznych.

## Wyróżnienia
Griffiths otrzymał m.in.:
- 2014   Medal Cherna[6]
- 2014   Nagrodę Steele'a za całokształt osiągnięć[7]
- 2008   Nagrodę Wolfa w dziedzinie matematyki[5]
- 1979   Dannie Heineman Prize(inne języki) (nagroda Akademii Nauk w Getyndze)[2][3]

W roku 1970 był prelegentem plenarnym, a w 1978 sekcyjnym na Międzynarodowym Kongresie Matematyków.
Jest członkiem m.in. National Academy of Sciences (od 1979 roku), The World Academy of Sciences (od 2000 roku) i Amerykańskiego Towarzystwa Matematycznego (od 2013 roku). 

## Życie prywatne
Griffiths poślubił Ann Lane Crittenden w 1958 roku, gdy był jeszcze studentem. Doczekali się dwójki dzieci, ale w 1967 roku para się rozstała. Rok później Griffiths ożenił się ponownie. Jego drugą żoną została Marian Folsom Jones, z którą mają dwie córki.